# Rexall
Rexall Pharmacy Group ULC este o rețea de farmacii cu amănuntul din Canada. Rexall este deținută de McKesson Canada Corporation, care este o filială a McKesson Corporation, o companie publică cu sediul în SUA. Cu o istorie care datează din 1904, Rexall este un important retailer de farmacie din Canada, cu sediul în Mississauga, Ontario. Rexall are aproximativ 400 de farmacii în toată Canada, cu 8.000 de angajați.

## Prezentare generală
Cu aproximativ 400 de locații, Rexall este a doua cea mai mare companie de farmacii cu amănuntul din Canada, făcând-o una dintre principalele farmacii rivale ale Shoppers Drug Mart. Rexall nu are nicio legătură cu lanțul de farmacii americane defuncte cu același nume, care a avut, de asemenea, locații în Canada până în 1977.
Compania produce multe produse de îngrijire personală sub marca Rexall, care sunt vândute în locațiile sale. De asemenea, operează Rexall Direct, o farmacie națională prin poștă, și Rexall Health Solutions, o divizie concentrată pe furnizarea de servicii clinice specializate și servicii de management al medicamentelor complexe în medii de îngrijire tranzitorii.

### Servicii și produse
- Auto Refill, RightDoseTM, Medication Dashboard și Medication Review.[4]
- Aplicația Be Well Health and Wellness Loyalty oferă o unealtă pentru pacienți pentru a gestiona rețetele pentru ei înșiși și toți cei dragi lor, inclusiv animalele de companie. De asemenea, permite utilizatorilor să se conecteze la servicii de sănătate online, inclusiv farmacii virtuale, medici și servicii de sănătate.[5]
- Alte servicii de sănătate online includ farmacii virtuale, medici și servicii de sănătate. Rexall Direct livrează medicamente direct către pacienți în Canada.[6]
- Rexall Care Network – este Fundația.[7]

## Istorie
Rexall Canada a fost fondată în 1904 în primele zile ale United Drug Company și s-a stabilit rapid ca o importantă lanț de farmacii. În același timp, Tamblyn Drugs se stabilea în Toronto, Ontario, și ar fi devenit în cele din urmă Pharma Plus. Aceste două companii s-au unit ulterior și au format Rexall Pharmacy Group.
McKesson Canada Corporation a achiziționat Rexall în decembrie 2016 pentru 3 miliarde de dolari de la Katz Group of Companies. La acea vreme, se estima că Rexall avea o cifră de afaceri medie anuală de aproximativ 2,0–2,5 miliarde de dolari. În 2018, președintele Rexall de la acea vreme, Beth Newlands Campbell, a anunțat că marca Pharma Plus va fi întreruptă și toate magazinele vor fi convertite în Rexall pentru a crea o imagine mai consistentă a lanțului.
Compania era în parteneriat cu Air Miles, pe care Rexall l-a acceptat ca program de loialitate. În mai 2020, Rexall a întrerupt parteneriatul său cu Air Miles ca program de loialitate în magazinele sale și a creat propriul program de loialitate numit Be Well, cu ajutorul căruia clienții pot colecta puncte pentru a obține articole din magazine, similar cu Air Miles.